# Iezerul Ighiel
Iezerul Ighiel este o arie protejată de interes național ce corespunde categoriei a IV-a IUCN (rezervație naturală de tip mixt), situată în vestul Transilvaniei, pe teritoriul județului Alba.

## Localizare
Aria naturală se află în partea estică a Munților Trascăului, în locul de formare al văii Ighielului, la o altitudine cuprinsă între 900 și 1.276 m, are o suprafață de 20 ha, pe teritoriul administrativ al comunei Ighiu, satul Ighiel.

## Descriere
Rezervația naturală a fost declarată arie protejată prin Legea Nr.5 din 6 martie 2000, publicată în Monitorul Oficial al României, Nr.152 din 12 aprilie 2000, privind aprobarea Planului de amenajare a teritoriului național - Secțiunea a III-a - zone protejate și are o suprafață de 20 ha.

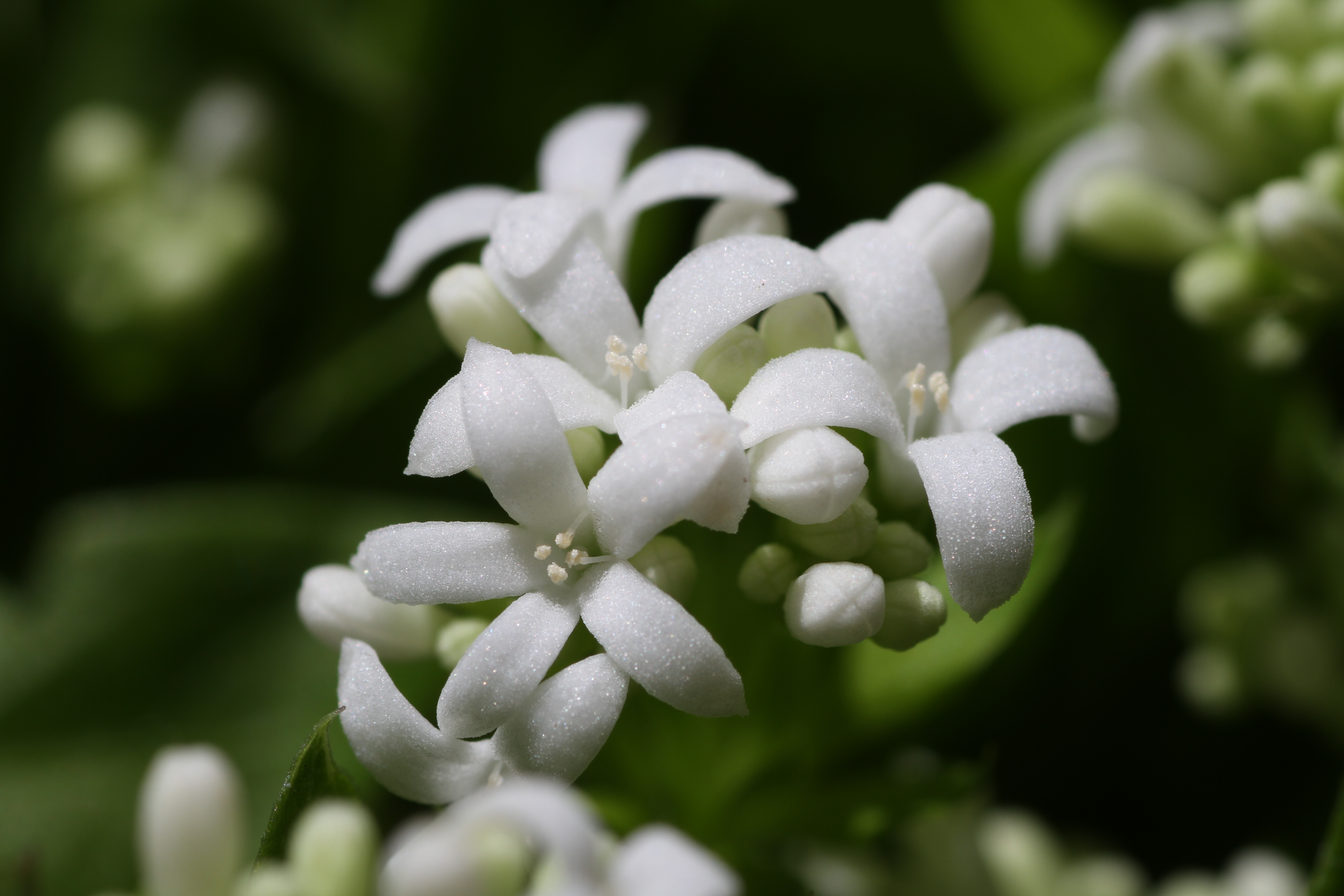
Vinariţă (Asperula odorata)

Aria protejată este inclusă în situl de importanță comunitară - Trascău și reprezintă un lac de baraj natural format în calcare jurasice, pe o bază de roci eruptive; un platou calcaros cu mai multe doline și peșteri, fragmentat de cursul mai multor pâraie; înconjurat de culmi cu vârfuri de până la 1.276 m înălțime (Vârful Serghii), pășuni și fânețe. 
Flora este alcătuită din vegetație forestieră cu arboret de fag (Fagus sylvatica), carpen (Carpinus betulus), brad (Abies a.), pin de pădure (Pinus sylvestris) sau molid (Picea abies). 
La nivelul ierburilor sunt întâlnite mai multe specii floristice rare; printre care: vinariță (Asperula odorata), păiuș roșu (Festuca rubra), iarba mieilor (Festuca ovina), iarba câmpului (Agrostis tenuis) iarba vântului (Nardus stricta) sau trifoiul alb (Trifolium repens).

## Lacul Ighiel
Lacul carstic Ighiel este situat în Munții Trascăului la altitudinea de 925 metri, are o suprafață de aproximativ 5,5 ha și o adâncime de 8,5-9 metri, fiind încadrată de munți cu altitudini de până la 1300 de metri. A fost declarat rezervație complexă, împreună cu pădurea tampon din jur în anul 1969.
Pe unele hărți apare și ca lacul carstic Ighiu și este situat în zona unui platou calcaros cu numeroase doline, numit Ciumerna, un punct de plecare în drumeții spre Peștera Bisericuța  (sub vârful Brăieșului), spre valea Găldiței și spre cabana din minunatele chei Întregalde, după vreo trei ore de mers.

## Monumente și atracții turistice
În vecinătatea rezervației naturale se află câteva obiective de interes istoric, cultural și turistic; astfel:

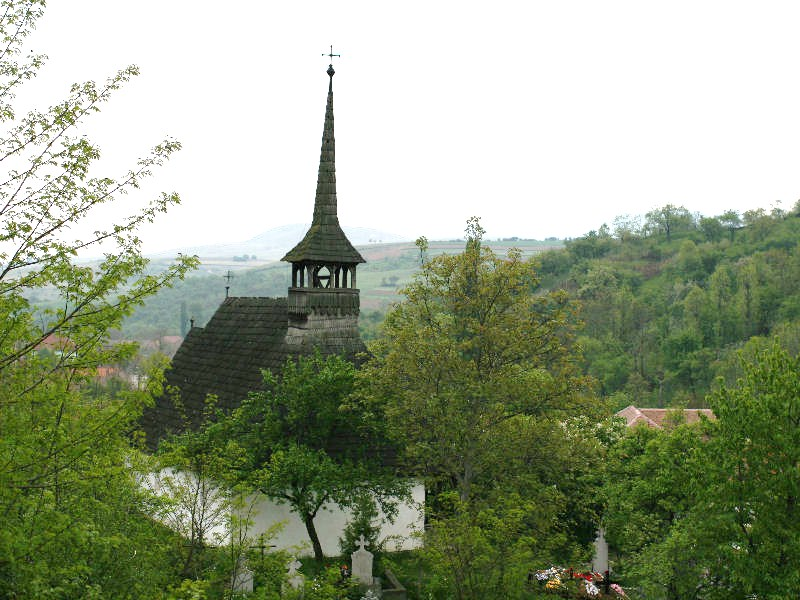
Biserica „Cuvioasa Paraschiva” din Ighiel

- Biserica „Cuvioasa Paraschiva” din Ighiel, construcție 1781, monument istoric (cod LMI AB-II-m-B-00235).
- Biserica "Cuvioasa Paraschiva" din Ighiu, construcție 1724, monument istoric (cod LMI AB-II-m-B-00237).
- Ansamblul bisericii reformate din Ighiu (biserica reformată, fostă biserică evanghelică; incintă fortificată și casa parohială reformată, fostă casă parohială evanghelică), construcție sec. XV - XVIII, monument istoric (cod LMI AB-II-a-A-00236).
- Ansamblul bisericii reformate din Șard (biserica reformată, fostă biserică evanghelică și zid de incintă, cu turn de poartă), construcție sec. XV - XVIII, monument istoric (cod LMI AB-II-a-B-00362).
- Castelul Eszterhazy din Șard, construcție secolul al XVII-lea, monument istoric (cod LMI AB-II-m-A-00363).
- Situl arheologic "Piatra Tăiată" de la Țelna (Epoca bronzului timpuriu, Cultura Coțofeni).
- Situl arheologic "Rupturi" de la Țelna (așezare și necropolă tumulară, atribuite Epocii bronzului).
- Castrul roman de la Ighiu.
- Rezervațiile naturale Piatra Grohotișului și Piatra Poienii.
- Trascău - sit de importanță comunitară (50.064 hectare) inclus în rețeaua ecologică Natura 2000 în România.